# ウンナンの気分は上々。
『ウンナンの気分は上々。〜FEEL SO NICE.』（ウンナンのきぶんはじょうじょう フィール・ソウ・ナイス）は、TBS系列で1996年7月19日から2003年9月26日まで毎週金曜日 23:00 - 23:30（JST）に放送されていたバラエティ番組で、ウッチャンナンチャンの冠番組である。略称『上々。』、『気分は上々。』。花王の一社提供番組。
1999年3月26日から『新・ウンナンの気分は上々。〜NEW FEEL SO NICE』（しん - ）に番組タイトルを変更したが、末期は「新」が排除され元のタイトルに戻った。番組ロゴ以外は基本的な内容に変更がなかったため、本項では一括して取り扱う。
2005年9月からCS放送のTBSチャンネルで再放送されている。

## 番組概要
裁判バラエティだった前番組の『ウンナンの桜吹雪は知っている』が内容の過激さ、更には「料理の鉄人」等の裏番組による苦戦から番組スタッフによって仕切り直しで企画され、司会のウッチャンナンチャン（以下、ウンナン）をはじめとした芸能人達が、その企画を通じて新たな友情を結ぶ「友情発見バラエティ」という番組コンセプトの基に始まった。番組形式は、ウンナンないしゲストが立てた番組企画をロケーション撮影し、その模様を、観客を入れたスタジオでウンナン、ゲストが見てトークするというもの。
ロケの撮影は専らCCDカメラや家庭用ビデオカメラで遠巻きに行われ、出演者たちがテレビカメラの存在を忘れて、出演者自身の人間性を引き出すことに重点を置いた方法が取られた。また、もうひとつの大きな特徴として、VTR中にナレーションが一切入らず、その代わりとして画面中央に縦書きでテロップが表示されるという点があった。また、画面下部には出演者の台詞が必ずテロップ表示されていた。また、1999年にリニューアルされるまではCMの後にコーナーが再開する際、その日放送されているのロケの人物たちを描写したテロップ（「〜している男達のいる風景」など）が中央に表示されていた。
数多くの企画が生まれた中で、2000年にお笑いコンビ「バカルディ」が企画の一環として「さまぁ〜ず」に、2001年に「海砂利水魚」が「くりぃむしちゅー」に改名。さまぁ〜ずは改名効果でブレイクを果たすことになるが、くりぃむはそうはいかず、責任を感じた内村は「戻してもいいよ?」と言ったというが、くりぃむは名前を戻すことなく自力でブレイクを果たした。
なお、第1回の企画は、ウンナンの二人で広島県尾道市を訪れる旅で番組のスタイルも随分違っていた。当初、企画（旅）の間、スタッフ以外に出演者もカメラを持って、他の出演者を撮影していた。また、スタジオトークもゲストは一人だけで、スタジオではなく、ワンボックスカー（もしくは車を忠実に再現したセット）の中で撮影していた。第1回のゲストは笑福亭鶴瓶だった。
当時の番組のメインスタッフであった高須光聖は、クィックジャパン63号の中で「上々はロケ・バラエティの手法をとった『コントに見えないコント』を目指した」とコメントしている。
新聞のテレビ欄では「ウンナン」と表記されていたが、番組がリニューアルされた1999年からは「気分は上々」という表記に変わった。また提供読みはリニューアル以降、「気分は上々は・・・」と番組名を加えてアナウンスされていた（後番組の『恋するハニカミ!』→『A-Studio』でも同様）。

## 出演者
司会
- ウッチャンナンチャン（内村光良・南原清隆）

ゲスト（ロケゲスト+スタジオゲスト数名）
- 柳沢慎吾
- 勝俣州和
- 出川哲朗
- TIM（ゴルゴ松本・レッド吉田）
- YOU
- さまぁ〜ず（三村マサカズ・大竹一樹）
- くりぃむしちゅー（上田晋也・有田哲平）
- 雨上がり決死隊（宮迫博之・蛍原徹）
- キャイ〜ン（ウド鈴木・天野ひろゆき）
- ビビる大木
- 杉田かおる
- 千秋
- 山口智充

などが常連。

## 主なシリーズ企画

### さまぁ〜ず・くりぃむしちゅーの改名企画
きっかけは俳句を詠む企画の秋編にバカルディが、冬編に海砂利水魚が出演したことから始まる。バカルディは自らが売れないことをネタにした自虐的な句を披露したのに対し、海砂利水魚は難易度の高い折句を披露し、しまいにはバカルディを挑発する句を詠んだ。ここからバカルディと海砂利水魚の負けたら改名しなければならない対決企画が生まれた。
- 第1戦（2000年5月26日放送）

芸能界引退を賭けて卓球対決。バカルディが見事勝利したものの、内村らに「何で勝っちゃったの?」「空気が読めない」と言われ、負け扱いとなる。試合後「引退か保留か」と聞かれ、保留を選ぶ。
ちなみに、この対決シリーズの発端となった第1戦の卓球対決は、当初潮干狩りをする予定だったが雨で屋外ロケーションが不可能となったため、代替企画として屋内で急遽行なわれたものである。
- 第2戦（2000年8月11日放送）

リベンジマッチとしてPK対決に挑むが、サドンデスの末バカルディが敗れ、当番組限定で「さまぁ〜ず」に改名。
- 第3戦（2000年10月20日放送）

陸上競技対決（三段跳び・重量挙げ・二人三脚パン食い競走）でさまぁ〜ずが敗れ、全ての仕事で半年間「さまぁ〜ず」に改名。
- 第4戦（2001年3月30日、4月6日放送）

「さよなら バカルディ」と題した生放送での卓球対決。放送時間内に決着が付かず、次の週に試合の続き（録画）が放送された。疑惑の判定は翌週に持ち越され、スーパースロー判定によりさまぁ〜ずが敗北。改名期限を同年9月末までの半年間延長。
- 第5戦（2001年9月28日放送）

ビーチバレー対決で海砂利水魚が敗れ、「くりぃむしちゅー」に改名。
- 10年振りの因縁SP（2010年12月21日放送・復活 10万円の旅SP内で放送）

「さまぁ〜ずVSくりぃむしちゅーVSウンナン 因縁の対決再び」と題して10年振りにさまぁ〜ずとくりぃむしちゅーの対決が復活。それにウンナンも加わり3組のスポーツ対決を行った。全3種目行い最下位だったくりぃむしちゅーは、罰ゲームとして後片付けを2人きりで行った。
「さまぁ〜ず」「くりぃむしちゅー」どちらも内村が命名。「さまぁ〜ず」というコンビ名を思いついたのは有田である。「さまぁ〜ず」の由来は、2人とも好きな季節が夏だから。一方「くりぃむしちゅー」は、内村が対決直前の移動中に有田に好物が何であるかを尋ねた際にクリームシチューと答えた事から名付けられた。上田はその後しばらくの間、他の番組でも「俺はそんなに好きじゃないからな!クリームシチューは」と言っていた。クリームシチューの他に学生時代にラグビーをやっていたという事で「ザ・トライ」が候補にあった。
当初改名は期間限定の企画であったが、ビーチバレー対決の頃になると「さまぁ〜ず」の名で徐々に人気が上がってきたこともあり元に戻す必要性がなくなってしまったため、有田の提案で負けたら個人の芸名をそれぞれ「ビーチ三村」と「大竹すいか割り」にする予定になった（結果は海砂利が負け、幻の芸名となった）。

### 10万円の旅企画
ウッチャンチームとナンチャンチームに分かれ、それぞれ10万円でいかに有意義に旅をし残金を0に近付けるかを競う企画。好評だったため、2時間の特別番組として放送されたり、通常版放送終了後も、春と秋の番組改編期に水曜プレミア枠で復活特番が数回放送された。
- 主なルール
  - 領収書を必ずもらう（自販機は使用禁止）
  - 料金を調べるための電話使用禁止
  - 帳尻合わせの買い物禁止
  - 負けた班は10万円を自腹で支払う

- ウンナンの気分は上々 ザ・10万円の旅（2001年3月9日、16日、23日放送分）
  - 午前11時にTBSをスタート、ゴールは翌日午前11時に名古屋市のナゴヤドーム
  - 内村班：内村光良、石田純一、堀部圭亮、野村恵里
  - 南原班：南原清隆、清水ミチコ、光浦靖子、山口智充

（スタジオゲスト：石田、清水、山口、東貴博、野村）
- ウンナンの気分は上々 ザ・10万円の旅〜第二弾〜（2002年6月21日、28日、7月5日放送分）
  - 午前10時に東京都内をスタート、ゴールは翌日午後1時に仙台市の青葉城
  - 内村班：内村、勝俣州和、杉田かおる、いとうまい子

※内村班の4人は同じ年で37歳。当時全員独身で"花の独身カルテット"[注 4]
  - 南原班：南原、中尾彬、ビビる大木、眞鍋かをり

※平均年齢36歳の"各世代MIXチーム"
（スタジオゲスト：中尾、眞鍋、勝俣、いとう、柴田理恵、吉沢悠）
- ウンナンの気分は上々 ザ・10万円の旅 ファイナル（2003年6月27日、7月4日、11日、18日放送分）
  - レギュラー放送での10万円の旅企画は、これが最後となった。
  - 内村班は帯広空港、南原班は函館駅からスタート、ゴールは札幌のテレビ塔
  - 内村班：内村、出川哲朗、平山あや、ガッツ石松（ガッツ石松のみ、シークレットゲストとして幸福駅より合流）
  - 南原班：南原、井筒和幸、おさる、あびる優

（スタジオゲスト：出川、假屋崎省吾、上田晋也、おさる、あびる、磯野貴理子、真中瞳）
- ウンナンのものすごく気分は上々!お待たせ10万円の旅スペシャル　10万円の旅in沖縄（2004年4月13日放送分）
  - 内村チーム：内村、哀川翔、勝俣、ゴルゴ松本（初日のみ）、蛍原徹（2日目のみ）
  - 南原チーム：南原、的場浩司、加納典明、若槻千夏
- ウンナンの気分は上々 10万円の旅スペシャル 韓国100万ウォン決戦（2004年10月6日放送分）
  - 内村チーム：内村、竹中直人、ゴルゴ、ベッキー
  - 南原チーム：南原、吉川晃司、勝俣、出川
- ウンナンの気分は上々 春うらら極上旅バトル負けたら全額自腹スペシャル（2005年4月13日放送分）
  - これは「10万円の旅」ではなく、審査員がどちらの旅が良かったかを決めるルール。
  - 内村チーム：内村、飯島直子（途中で飯島が仕事の都合で帰ったため、代わりにKABA.ちゃんが登場）、キャイ〜ン（天野ひろゆき・ウド鈴木）
  - 南原チーム：南原、谷村新司、名倉潤（ネプチューン）、森下千里

（スタジオゲスト：小堺一機、勝俣、鈴木杏樹）
- あの伝説の番組が復活 ウンナンの気分は上々 10万円の旅スペシャル（2010年12月21日放送分）
  - 約5年半振りに「気分は上々。」が復活。
  - 内村班は山形、南原班は台湾で旅をした。
  - 内村班：内村、キャイ〜ン、遠藤章造（ココリコ）、有吉弘行
  - 南原班：南原、勝俣、阿部力、片平なぎさ、リン・チーリン（2日目から参加）

（スタジオゲスト：平泉成、関根麻里、大政絢）

### その他の主な企画
シンチャンナンチャン
南原と柳沢が旅をする企画（全7回）。終始はしゃぐ柳沢は夜になると、宿泊先で悪魔と化して南原の睡眠を妨害するのが恒例となっていた。また、勝俣州和も2回参加し、夜は柳沢が南原の睡眠を妨害するのに対し、朝は早起きが得意な勝俣が南原らを強引に起こしていた。京本政樹が参加した回では、ハイテンションの柳沢とマイペースの京本に挟まれた南原は気苦労が絶えなかった。柳沢と京本のコンビは好評で、後に日本テレビ放送網で製作される『京さま・慎ちゃん 都バスで飛ばすぜぃ! with 河本』の原型となった企画である。
男三人ひとり旅
内村とキャイ〜ンで、原付自転車に乗って目的地に向かって旅をする企画。ウドが毎回旅のしおりを作り、ハイライトで玉置浩二の歌「田園」が流れるのが定番。
出川監督シリーズ
監督：出川哲朗、主演：内村光良によりビデオ作品を作る企画。毎回、出川のセオリー無視の斬新な演出が見所だが、作品の出来はどれも微妙な結果に終わる。
お見合い企画
番組出演者と一般人がお見合いをする企画。お見合いをした人物は、大竹一樹、磯野貴理子、青田典子、杉田かおる、いとうまい子、ゴルゴ松本。
○○を食べに行こう
食通の寺門ジモンの案内で、サンマやマツタケ、シラスなど旬の食材を食べに行く企画。毎回ジモンのうんちくが止まらず、それに対する南原や女性ゲスト（奥山佳恵、辺見えみり、坂下千里子）のリアクションがこの企画のメインとなった。また、同じく食通のセイン・カミュと対決形式の回もあった。
etc.
さまぁ～ずのギャグを考えよう！
2000年12月に改名後の発ライヴを行うさまぁーずが内村に助けを求め、内村は肥後克広をつれてホリプロの稽古場を訪れる。
長崎へ行こう！
船舶免許を得た南原とロンドンブーツ1号2号が長崎へ行き船旅をしてハウステンポスで宿泊する。しかし田村淳が騒ぎを巻き起こした。

## 番組終了後
- 開始から7年目を経た2003年9月にレギュラー放送を終了した。レギュラー放送終了以降、番組改編期ごとのスペシャル番組としてゴールデンタイム・プライムタイムで2005年春まで3回放送された。
- 各放送の最後にウンナンが二人で世間話をする「2Shot Talk」というコーナーは、この番組終了後同じTBSで始まった『ウンナンさん』や『UN街』でもコーナー化された。
- 2010年12月21日（火曜日）21:00 - 23:03（JST）に「10万円の旅」とくりぃむしちゅー、さまぁ〜ずとウンナンの対決企画を交えた復活特番が5年ぶりに放送された。
- 2011年4月3日（日曜日）21:00 - 22:54（JST）にマツコ・デラックスと行く1980年代の会と、8年ぶりに復活したシンチャンナンチャンの旅の2本立ての復活特番第2弾を放送。

## スタッフ

### レギュラー版
- 構成：高須光聖、内村宏幸、松井洋介、とちぼり元、山名宏和、中野俊成、堀江利幸、武田郁之輔
- オープニング映像：小島淳二
- ＴＤ：金澤健一・鳥井隆・寺尾昭彦・中澤健（TBS）
- カメラ：寺尾昭彦（TBS）、秋本新一
- ＶＥ：荒木健一・長谷川晃司・山森伸浩・村田浩二（TBS）
- 音声：松岡武男・高場英文・久代圭司・木村保・若山寛（TBS）、伊丹一夫
- 照明：伊藤博介・松村劦・正木正登・林明仁（TBS）、鹿島雄司
- ロケ技術：PEC、TBS-V
- 編集：星英樹（アンサーズ）、田口拓也、田中直人・反畑弘一・村上健太郎・小岩拓也（オムニバス・ジャパン）、松尾茂樹・川中健治・山本雅英・白澤淳（赤坂ビデオセンター）
- ＭＡ：小田嶋洋・山下知康（TAMCO）
- 音効：江本成治
- 美術プロデューサー：河瀬洋男・小畑光良（TBS）
- 美術デザイナー：橘野永・榎芳栄（TBS）
- 美術制作：宗次宏光、安川毅
- 装置：森田正樹
- 特殊装置：佐藤政仁
- 操作：山本晃靖、岡田健助、松村美保
- 装飾：篠原直樹
- 電飾：本田英喜
- 持道具：貞中照美
- 衣裳：高野知子
- スタイリスト：中谷東一
- メイク：大の木ひで、アートメイク・トキ
- ＴＫ：吉岡千絵、野村佳乃子
- アシスタントプロデューサー：森谷和
- ディレクター：森隆志・片山剛・坂田栄治・瀬川郷守（TBS）、畑野圭吾、丹羽信幸、石山貴康、内山大輔、松原由春、平井克治、髙木剛、植木一実、西崎修一 他
- 監修：星野淳一郎[注 5]
- 演出 (チーフディレクター)：杉本達（ウイルスプロダクション）、安田淳・中川通成・坂本義幸（TBS）、岡田秀行（b-DASH）
- プロデューサー：荒井昌也・高橋啓志・高橋一晃・石橋孝之（TBS）、堀義貴・佐藤啓・曽川修二（ホリプロ）
- チーフプロデューサー：田代冬彦（TBS、無印時代途中まで担当）、鶴岡滋之（TBS、新～時代末期担当）
- 技術協力：東通
- 美術協力：アックス
- 演出協力：ウイルスプロダクション（無印時代）
- 企画協力：マセキ芸能社
- 制作協力：ホリプロ
- 制作：TBSエンタテインメント（2001.4 - 最終回）
- 製作著作：TBS

### 復活スペシャル版
第2弾時点
- 構成：高須光聖、内村宏幸、中野俊成、松井洋介、堀江利幸、武田郁之輔
- ＴＭ：荒木健一（TBS）
- ＴＤ：寺尾昭彦
- ＶＥ：島貫洋（TBS）
- ＣＡＭ：秋本新一
- 音声：中村昌昭（TAMCO）
- 照明：鹿島雄司
- ロケ技術：磯野伸吾、宇野木俊宏
- 美術プロデューサー：山口智広（TBS）
- 美術デザイナー：木村真梨子（TBS）
- 美術制作：宗次宏光
- 装置：森田正樹
- 装飾：篠原直樹
- 電飾：井上大華
- 生花装飾：吉野敏晴
- 持道具：貞中照美
- 衣裳：岩崎孝典
- ヘアメイク：大岩乃里子
- スタイリスト：中谷東一
- メイク：大の木ひで
- コーディネーター：Top Taiwan
- 音響効果：江本成治
- ＭＡ：小田嶋洋（TAMCO）
- 編集：原健一郎（The TUBE）
- 宣伝：小林久幸（TBS）
- 公開放送：松元裕二
- 編成：坂田栄治（TBS）
- ＴＫ：飛田亜也、野村佳乃子
- デスク：椿美貴子
- ＡＤ：軸原資雄（TBS）、永山靖章（BMC）、白坂亮介（SHO-GUN）、永井純平、島袋亮太、三枝浩史（TBS）
- ＡＰ：井上篤史、岬千鶴（極東電視台）、問山幸子
- ディレクター：植木一実・西崎修一・吉田慎治（極東電視台）、高田脩（TBS）
- 演出：田口健介（TBS）
- プロデューサー：坂本義幸（TBS）、中村昌哉（極東電視台）
- チーフプロデューサー：安田淳（TBS）
- 技術協力：The TUBE、TAMCO
- 美術協力：アックス
- 企画協力：マセキ芸能社
- 制作協力：極東電視台
- 製作著作：TBS

過去のスタッフ
- ディレクター：神尾祐輔（TBS、第1弾のみ）
- ＡＤ：藤野賢宏、竹井晶子、菊地和人、尾形郁美
- ＴＭ：丹野至之（TBS、第1弾のみ）
- ＶＥ：下山剛司（TBS、第1弾のみ）

## DVD
Vol.1 〜尾道二人旅＆初期の傑作選〜 2010年12月22日発売
- 「尾道へ行こう!」：ウッチャンナンチャン
- 「上々メンバーを広げよう!」：内村光良、出川哲朗、井森美幸、Take2、ジョーダンズ、千原兄弟、アンラッキー後藤
- 「ダチョウ倶楽部のギャグを作ろう!」：内村光良、ダチョウ倶楽部
- 「長崎へ行こう!」：南原清隆、ロンドンブーツ1号2号
- 「リーダーの会を開こう!」：南原清隆、肥後克広、青田典子、島崎俊郎
- 「特典映像 旅の思い出Vol.1」：内村光良、東貴博

Vol.2 〜シンチャンナンチャンの旅 & ウッチャン・キャイ〜ン男3人ひとり旅〜 2010年12月22日発売
- 「富良野へ行こう!」：南原清隆、柳沢慎吾
- 「四万十川へ行こう!」：南原清隆、柳沢慎吾
- 「塩原へ行こう!」：内村光良、キャイ〜ン
- 「スノーモービルに乗ろう!」：内村光良、キャイ〜ン
- 「特典映像 旅の思い出Vol.2」：南原清隆、柳沢慎吾

Vol.3 〜シンチャンナンチャンの旅 (2) & ウッチャンの趣味を広げよう〜俳句編〜 2011年4月13日発売
- 「温泉へ行こう!」：南原清隆、柳沢慎吾
- 「西表島に行こう!」：南原清隆、柳沢慎吾、堀部圭亮
- 「セブ島に行こう!」：南原清隆、柳沢慎吾、勝俣州和
- 「趣味を広げよう〜俳句編1」：内村光良、肥後克広、上島竜兵、パイレーツ
- 「趣味を広げよう〜俳句編2」：内村光良、肥後克広、上島竜兵、松尾伴内、YURIMARI
- 「趣味を広げよう〜俳句編3」：内村光良、肥後克広、上島竜兵、バカルディ、YOU
- 「趣味を広げよう〜俳句編4」；内村光良、肥後克広、上島竜兵、海砂利水魚、吉野紗香

Vol.4 〜バカルディ（現さまぁ〜ず）VS海砂利水魚（現くりぃむしちゅー）の改名企画＆ナンチャンとデブの旅〜 2011年4月13日発売
- 「バカルディvs海砂利水魚 卓球対決」：内村光良、バカルディ、海砂利水魚、YOU、東貴博
- 「バカルディvs海砂利水魚 リベンジPK対決」：内村光良、バカルディ、海砂利水魚、YOU
- 「さまぁ〜ずvs海砂利水魚 陸上競技対決」：内村光良、さまぁ〜ず、海砂利水魚、YOU、江川有未
- 「さまぁ〜ずのネタを考えよう!」：内村光良、さまぁ〜ず、ダチョウ倶楽部、マギー司郎
- 「行ってない県に行こう!」：南原清隆、石塚英彦、伊集院光、松村邦洋
- 「日本最後の花見をしよう!」：南原清隆、石塚英彦、伊集院光、内山信二
- 「天然うなぎを食べよう!」：南原清隆、ウガンダ、伊集院光、松村邦洋

## 書籍
- 『ウンナンの気分は上々。ベストセレクション』テレビライフ編集部（編） 学習研究社発行